# Anadromidae
De Anadromidae zijn een familie van uitgestorven weekdieren uit de klasse van de Gastropoda (slakken).

## Taxonomie
De volgende taxa zijn bij de familie ingedeeld:
- Onderfamilie Anadrominae Wenz, 1940
  - Geslacht  † Lychnus Matheron, 1832
- Onderfamilie Vidaliellinae H. Nordsiock, 1986